# 오광 (삼국지)
오광(吳匡, ? ~ ?)은 중국 후한 말 하진 휘하의 장수로 연주 진류군 사람이다. 하진이 십상시에게 살해당하자 무리를 이끌고 환관들을 공격하였다.

## 생애
189년(중평 6년) 하진이 남궁(南宮)의 가덕전(嘉德殿) 앞에서 환관들에게 살해당했다. 궁궐 밖에서 대기하던 하진의 부하 오광과 장장(張璋)은 이를 듣자마자 들어가려 했으나 문이 닫혀있었다. 이에 호분중랑장(虎賁中郞將) 원술과 함께 문을 부수기 시작했고 중황문(中黃門)은 무기를 들어 이를 저지하였다. 마침 날이 저물고 있었으므로 원술이 남궁의 구룡문(九龍門) 혹은 청쇄문(靑瑣門)과 동궁, 서궁에 불을 질러 장양 등 환관들이 나오게끔 위협하였다. 장양과 단규 등은 소제와 그 아우 진류왕 유협을 데리고 북궁으로 피신하였다.
하진의 동생 하묘와 사례교위 원소는 주작궐(朱雀闕)로 난입하여 조충을 잡아 참하였다. 오광 등은 전부터 하묘를 미워하고 있었다. 하묘가 하진의 뜻과는 달리 환관 타도에 반대해왔기 때문이다. 이번에도 하묘가 환관들과 일을 꾸민 것이 아닌가 싶어 “대장군 하진을 죽게 한 자는 거기장군 하묘다! 그대들은 복수할 수 있겠는가?”라고 말하였다. 하진은 평소 인덕을 베풀어왔기에 사졸들은 하나같이 눈물을 흘리며 “죽음도 불사하겠습니다!”라고 외쳤다. 오광은 동탁의 아우 봉거도위(奉車都尉) 동민(董旻)과 같이 하묘를 협공하여 처단한 후 그 시체는 후원에 버렸다. 이외의 행적은 기록이 없어 알 수 없다.

## 삼국지연의
사서가 아닌 소설 《삼국지연의》에서도 세세한 것은 다르지만 비슷하게 등장한다.

## 가계
- 아들 : 오반

## 참고 문헌
- 《후한서》69권 열전 제59 하진
- 《삼국지》45권 촉서 제15 양희